# Bandeira de Smolensk
A Bandeira de Smolensk é um dos símbolos oficiais do Oblast de Smolensk, uma subdivisão da Federação Russa. Foi aprovada em 10 de dezembro de 1998.

## Descrição
Seu desenho consiste em um retângulo vermelho de proporção largura-comprimento de 2:3 cortado por duas faixas douradas de largura equivalente a 1/20 da largura total da bandeira. Estas faixas dividem a bandeira em três campos de diferentes tamanhos. Os campos vermelhos possuem, de cima para baixo, a proporção de 6:2:1 de largura. No lado esquerdo do campo maior está colocada uma versão simplificada do escudo da região Smolensk, um escudo que ocupa de 9/20 da largura e 1/5 do comprimento da bandeira. A bandeira também pode ocorrer com franjas em ouro.